# Preußensiedlung

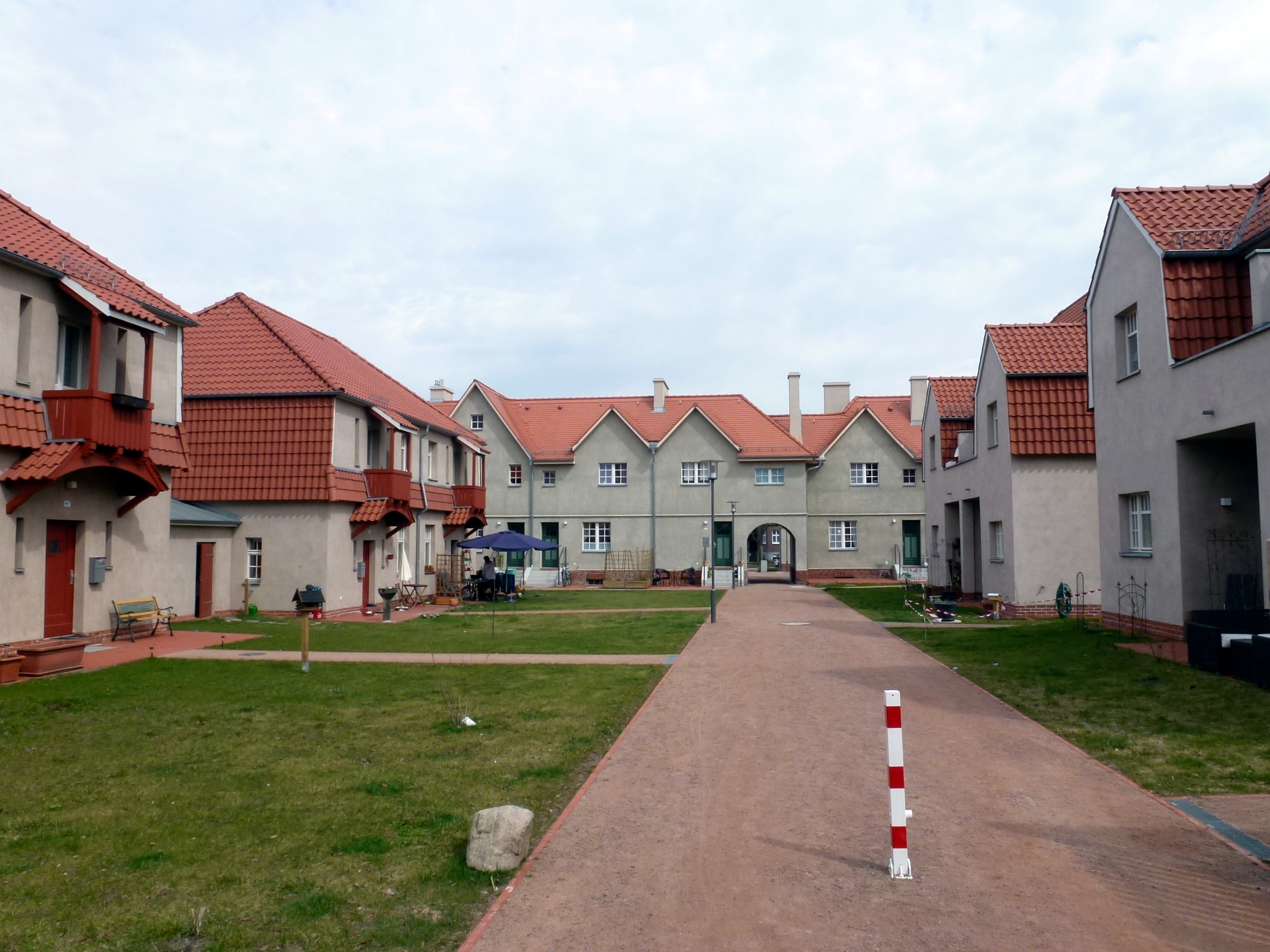
Durchgang zwischen Germanen- und Preußenstraße. Im Vordergrund zu beiden Seiten des Weges sind Häuser des ersten, im Hintergrund Häuser des zweiten Bauabschnitts zu sehen.

Die Preußensiedlung ist eine Plansiedlung im Berliner Ortsteil Altglienicke, die von 1910 bis 1913 von den Architekten Max Bel und Franz Clement (erster Bauabschnitt) und Hermann Muthesius (zweiter Bauabschnitt) errichtet wurde. Das Bauensemble aus 54 Kleinhäusern ist eines der ältesten Beispiele einer nach englischem Vorbild geplanten Gartenstadt in Deutschland. Seit 1997 steht es als Gesamtanlage unter Denkmalschutz. Ihren Namen verdankt die Siedlung der angrenzenden und im Dezember 1911 benannten Preußenstraße.

## Geschichte

### Erster Bauabschnitt
Ende des 19. Jahrhunderts wurde die Verkehrsverbindung zwischen Altglienicke und dem benachbarten Berlin durch den Anschluss an das Straßen- und Eisenbahnnetz entscheidend verbessert. In der Folge siedelten sich am Ort vor allem wohlhabende Familien an, die das Wohnen im Grünen bei gleichzeitiger Nähe zur Hauptstadt schätzten. Das Dorf Altglienicke entwickelte sich mit der Zeit zu einer Vorstadt Berlins. Um 1910 entstanden auf Initiative der Gemeindeverwaltung neben Villen auch Kleinhaussiedlungen wie die „Tuschkastensiedlung“. Im Sinne des Reformwohnungsbaus und der Lebensreformbewegung wollte man auch Arbeitern und geringverdienenden Angestellten preisgünstigen Wohnraum schaffen, der dem hygienischen und haustechnischen Standard der Zeit entsprach und es den Nutzern ermöglichte, sich zumindest teilweise selbst zu versorgen.
Im Jahr 1910 begann unter Bauherrschaft der Landwohnstätten-Gesellschaft der Bau der Preußensiedlung südöstlich des Ortskerns von Altglienicke. Die Landwohnstätten-Gesellschaft war auf Initiative des linksliberalen Politikers und damaligen Berliner Stadtrates Hugo Preuß gegründet worden. Zu den Begründern gehörten auch Mitglieder der SPD. Die Architektengemeinschaft von Max Bel und Franz Clement errichtete bis 1911 insgesamt 28 Kleinhäuser mit Nutzgärten, Kleintierställen und zwei Erschließungsstraßen. Die Ausführung übernahm das Baugeschäft Paul Funck. Nach Fertigstellung erschien im Vorwärts, der Parteizeitschrift der SPD, ein Beitrag, der die Häuser als zu klein und die Grundrisse als unfunktional kritisierte, dem Entgegnungen und eine erneute Antwort des ursprünglichen Autors folgten. Möglicherweise war dies der Grund, weshalb die Landwohnstätten-Gesellschaft die Zusammenarbeit mit dem Architektenbüro Bel und Clement beendete.

### Zweiter Bauabschnitt

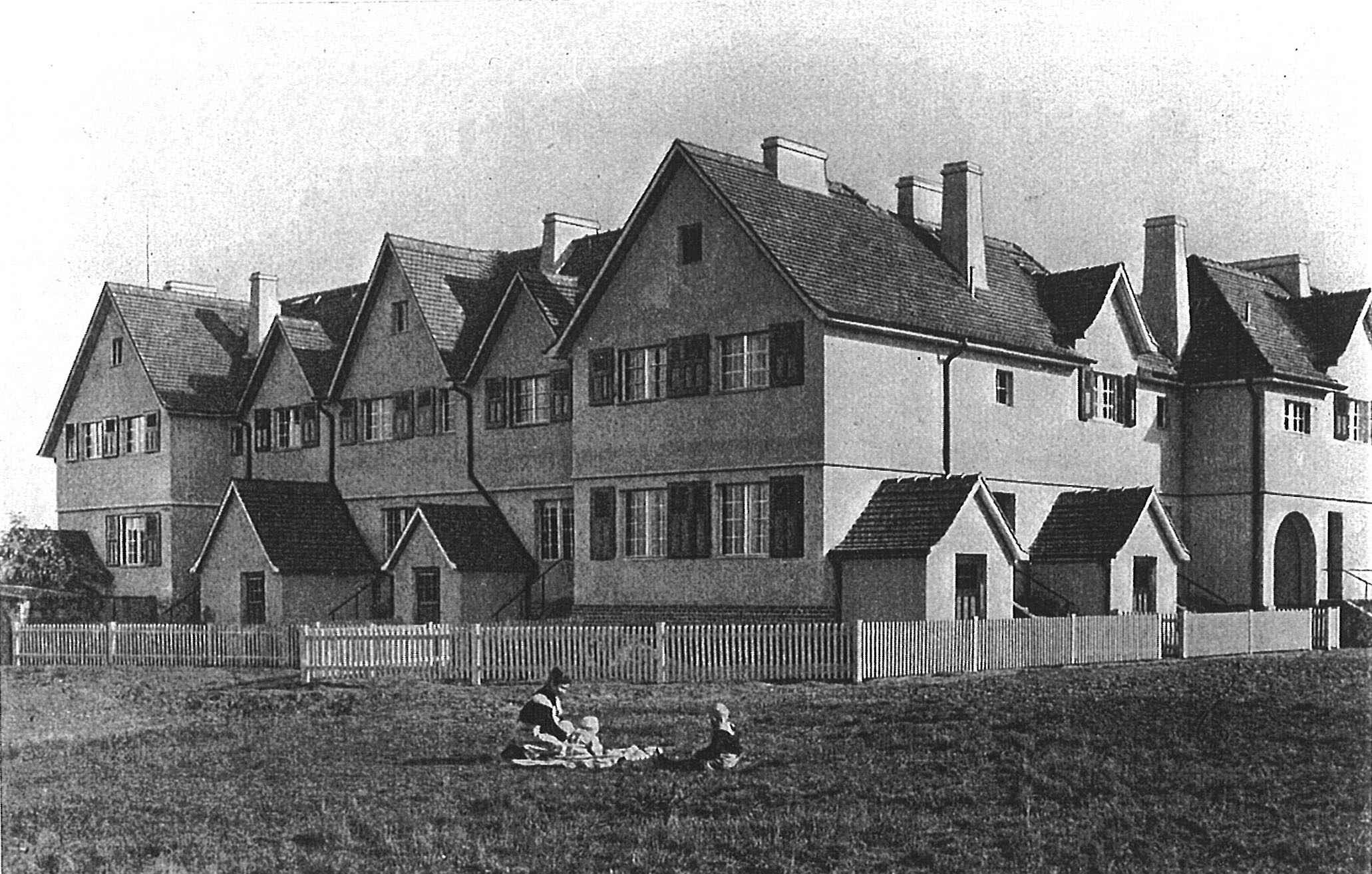
Gartenseite von Häusern des zweiten Bauabschnitts, um 1913

Mit der Planung des zweiten Bauabschnitts mit weiteren 26 Reihenhäusern wurde 1913 Hermann Muthesius beauftragt. Im Gegensatz zu seinen Vorgängern besaß Muthesius Erfahrungen im Bau von Gartenstädten: Ab 1909 war er an der Planung der Hellerau in Dresden beteiligt gewesen. Seine wissenschaftliche Auseinandersetzung mit dem englischen Wohnhausbau hatte bereits 1904 in dem vielbeachteten Buch Das englische Haus ihren Niederschlag gefunden.

### Schicksal der Siedlung nach 1913
Die Preußensiedlung blieb im Zweiten Weltkrieg nahezu unbeschädigt. Wie häufig bei geplanten historischen Siedlungen, litt das Erscheinungsbild der Gesamtanlage unter nicht aufeinander abgestimmten Umbaumaßnahmen, die die Bewohner an ihren Häusern durchführten.

### Sanierung

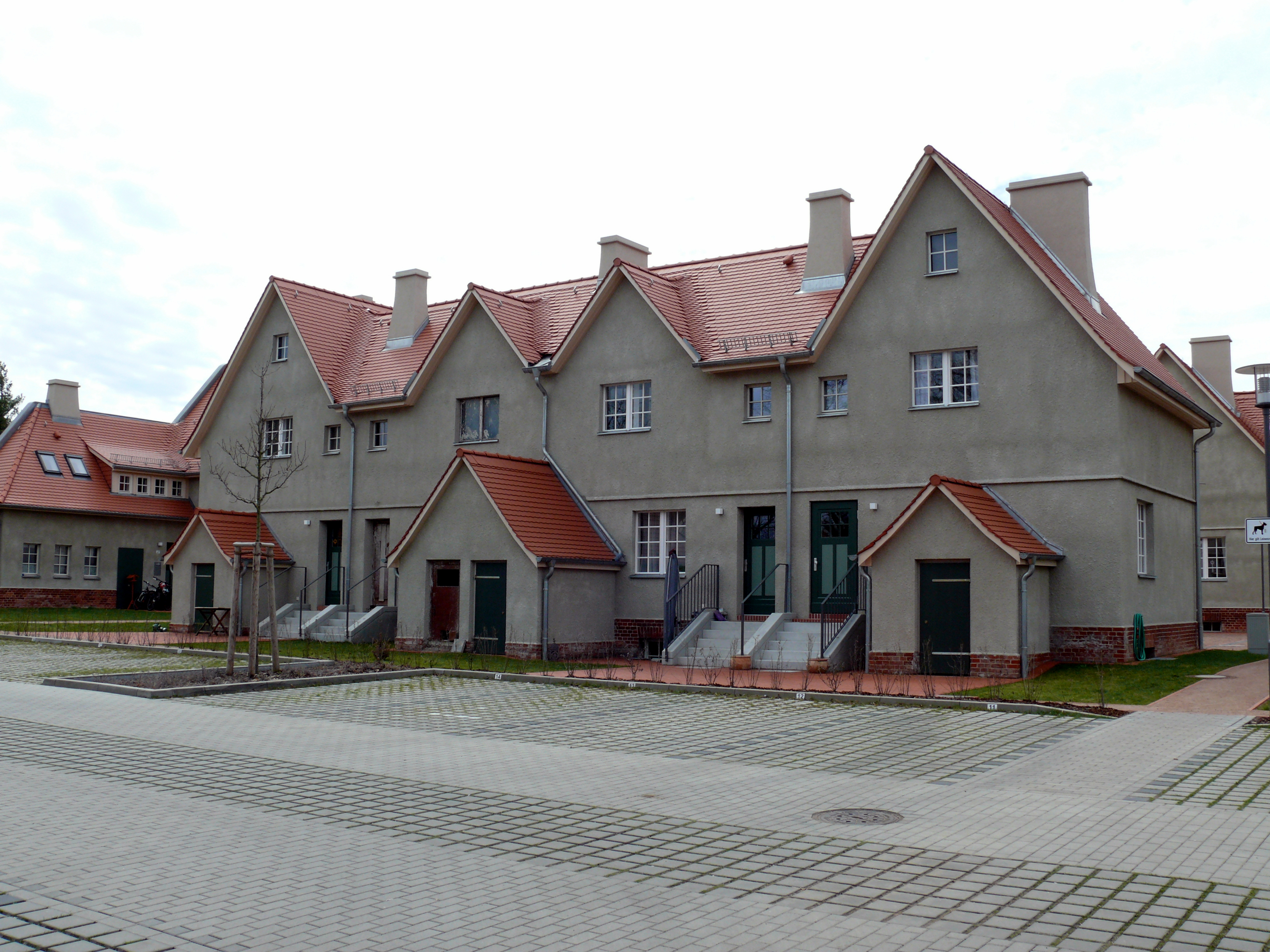
Reihenhausgruppe des zweiten Bauabschnitts, 2013

Nach der politischen Wende kam die Preußensiedlung in den Besitz der Stadt und Land Wohnbauten-Gesellschaft (kurz: Stadt und Land), eine Tochtergesellschaft der zu dieser Zeit stadteigenen Gemeinnützigen Siedlungs- und Wohnungsbaugesellschaft Berlin (GSW). Diese verkaufte sie 1998 an die Gesellschaft „Denkmal“, die sie nur ein Jahr später an die Bavaria Objekt- und Baubetreuung GmbH weiter veräußerte. Diese wiederum beauftragte die S.T.E.R.N. GmbH als Sanierungsbeauftragte des Landes Berlin mit der Entwicklung von Sanierungsplänen, die aber nicht umgesetzt wurde. 2005 wurde die Siedlung an die Arthos-Walther GbR aus Berlin-Wilmersdorf verkauft, die hier zwei sanierte Musterhäuser einrichtete.
Mit Ausnahme von vier Häusern, die bereits in anderen Besitz übergegangen waren, erwarb die durch den Geschäftsführer Erik Roßnagel vertretene terraplan-Gruppe aus Nürnberg 2009 die Siedlung, sanierte und erweiterte sie mit finanzieller Förderung des Landesdenkmalamtes Berlin. Das Projekt wurde vom Architekturbüro Kubeneck, Berlin, durchgeführt. In einem dritten Bauabschnitt ergänzte der Berliner Architekt Peter Brenn das Konzept des ersten Bauabschnitts um zwei Doppelhäuser in der zeitgemäßen Formensprache der Gartenstadtidee. Um das Gemeinschaftsgefühl in der Siedlung zu bewahren, wurden den bisherigen Mietern Ausweichwohnungen angeboten, damit sie nach Abschluss der Sanierung in ihre Häuser zurückkehren konnten. Im Jahr der Fertigstellung 2012 wurde terraplan unter anderem für die Sanierung der Preußensiedlung mit der Ferdinand-von-Quast-Medaille, dem Denkmalpreis des Landes Berlin, ausgezeichnet.

## Gesamtanlage und Architektur
Die Preußensiedlung zählt zu den ersten Gartenstädten nach englischem Vorbild, die in Deutschland verwirklicht wurden. Die Anlage entstand ab 1910 in weitgehend unbebautem Gebiet abseits des Ortszentrums von Altglienicke. Im Unterschied zu den Mietshausprojekten in den Innenstädten, bei denen man auf bestmögliche Ausnutzung der Grundfläche achtete, ist die Siedlung von Grünflächen umgeben und durchzogen. Diese naturnahe Umgebung sollte den Bewohnern ein hygienisches und lebensbejahendes Zuhause schaffen.
Neben den Gemeinschaftsflächen verfügen alle Häuser über einen privaten Garten, Küchen, Bäder und Toiletten. In Zeiten, in denen viele Mietshäuser nur über Gemeinschaftsküchen und Etagentoiletten verfügten und das Baden oft nur im Zuber oder gegen Gebühr in einer Badeanstalt möglich war, stellte dies einen Luxus für die damaligen Bewohner dar.

### Erster Bauabschnitt

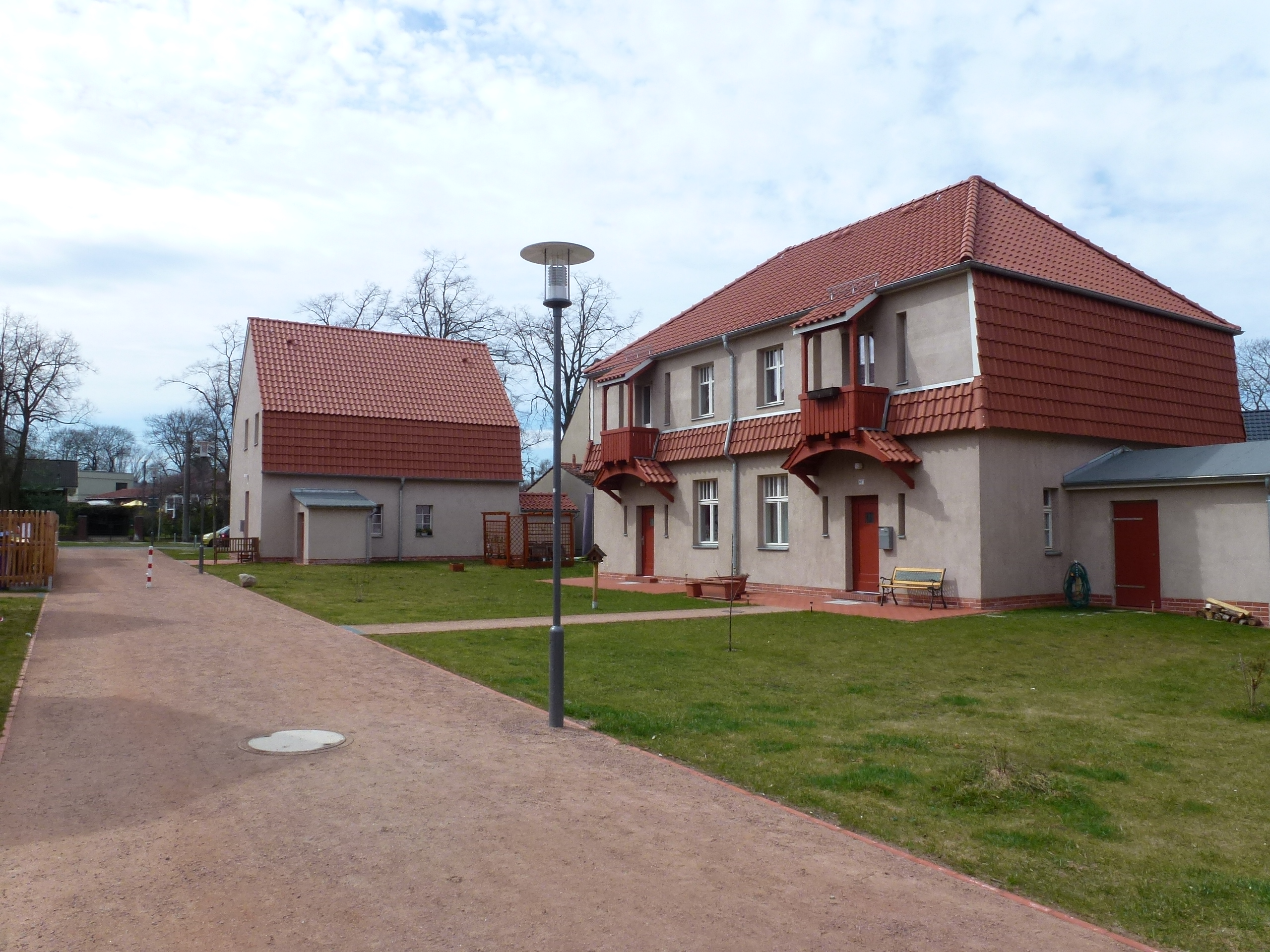
Doppelhäuser des ersten Bauabschnitts an der Germanenstraße, 2013

Die 28 Doppel- und Vierfamilienhäuser des ersten Bauabschnittes sind in sieben Gruppen angeordnet, die von zwei langen, parallel verlaufenden Erschließungswegen von der Preußenstraße aus zugänglich sind. Zur Bauzeit hatten die Häuser drei Zimmer mit im Durchschnitt 40 m² Gesamtwohnfläche. Wie für die Reformarchitektur und den Heimatstil typisch, belebten Bel und Clement die Fassaden und Dächer der Hausgruppen durch malerische Elemente wie Mansarddächer, geschweifte Giebel und Altane in Holzbauweise, die an den Villenbau der Zeit um 1910 erinnern.

### Zweiter Bauabschnitt

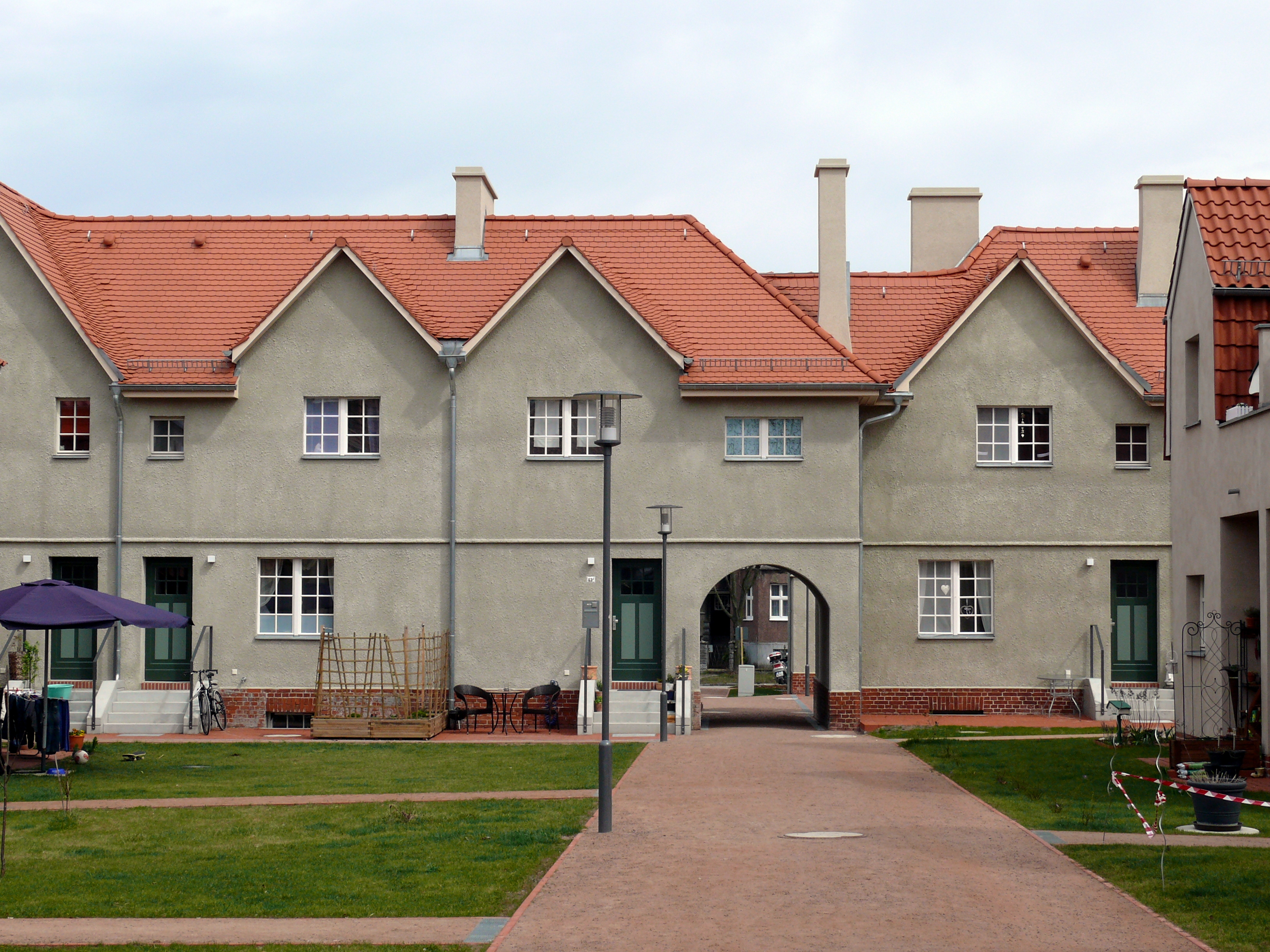
Typisch englische Dach-, Giebel- und Schornsteinformen am zweiten Bauabschnitt, 2013

Im Unterschied zum ersten Bauabschnitt sind die 26 Reihen- und Doppelhäuser des zweiten Bauabschnitts an der Preußenstraße um einen langgezogenen Platz gruppiert. In der Art eines Dorfangers dient er der Bewohnergemeinschaft als Ort der Begegnung, als Garten- und Kinderspielfläche. Die Fassaden der beiden Hausgruppen an den Schmalseiten sind symmetrisch gestaltet und dienen als Blickpunkte der Platzanlage. Die Geschlossenheit und Reihenbauweise hatten laut Muthesius wirtschaftliche Vorteile für Bauherrin und Bewohner: Sie schützten die Hausfassaden vor der Witterung, sparten Heizkosten ein und benötigten nur kurze Erschließungswege.
Bei der Gestaltung orientierte sich Muthesius an der kleinteiligen und funktionsorientierten Architektur englischer Landhäuser. Anstelle der verspielten Altane und Dachformen des ersten Bauabschnitts traten verschiedene Spielarten des Spitzgiebels, Walm- und Satteldächer und für den englischen Wohnhausbau typische hohe und schlanke Schornsteine; rundbogige Durchfahrten und Versprünge lockerten die Fassaden auf. Große querrechteckige Fenster ließen viel Tageslicht in die Räume fließen. Mit durchschnittlich rund 50 m² war die Wohnfläche der Häuser etwas größer als bei jenen des ersten Bauabschnittes.

### Sanierung
Die Grundrisse der Häuser des ersten Bauabschnitts mussten bei der Sanierung wegen der schon 1911 kritisierten funktionalen Mängel weitgehend verändert werden. Historische Gestaltungselemente wie die Schornsteine im englischen Landhausstil, die Biberschwanzdeckung, der grobkörnige Besenputz, Haustüren und Fenster mit Sprossenteilung wurden denkmalgerecht restauriert und ergänzt. Bei den Gebäuden des zweiten Bauabschnitts wurden lediglich Küche und Wohnraum mit einem Durchbruch verbunden, um eine bessere Nutzbarkeit der Raumfläche und die Belichtung aus zwei Himmelsrichtungen zu ermöglichen. Ferner wurden Wannenbäder eingebaut, die historischen Grundrisse ansonsten aber erhalten.

Die Preußensiedlung im Wandel
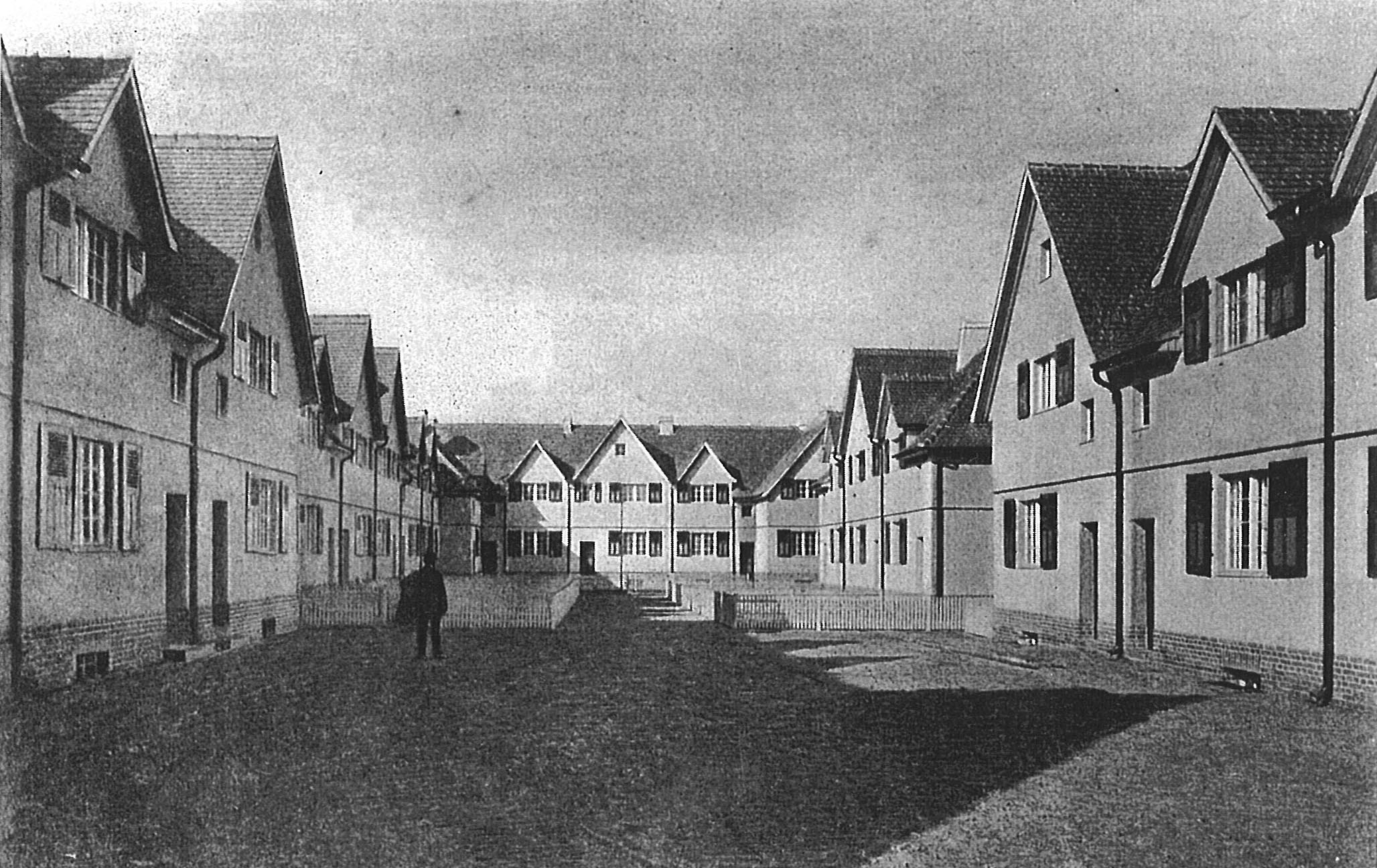
1913
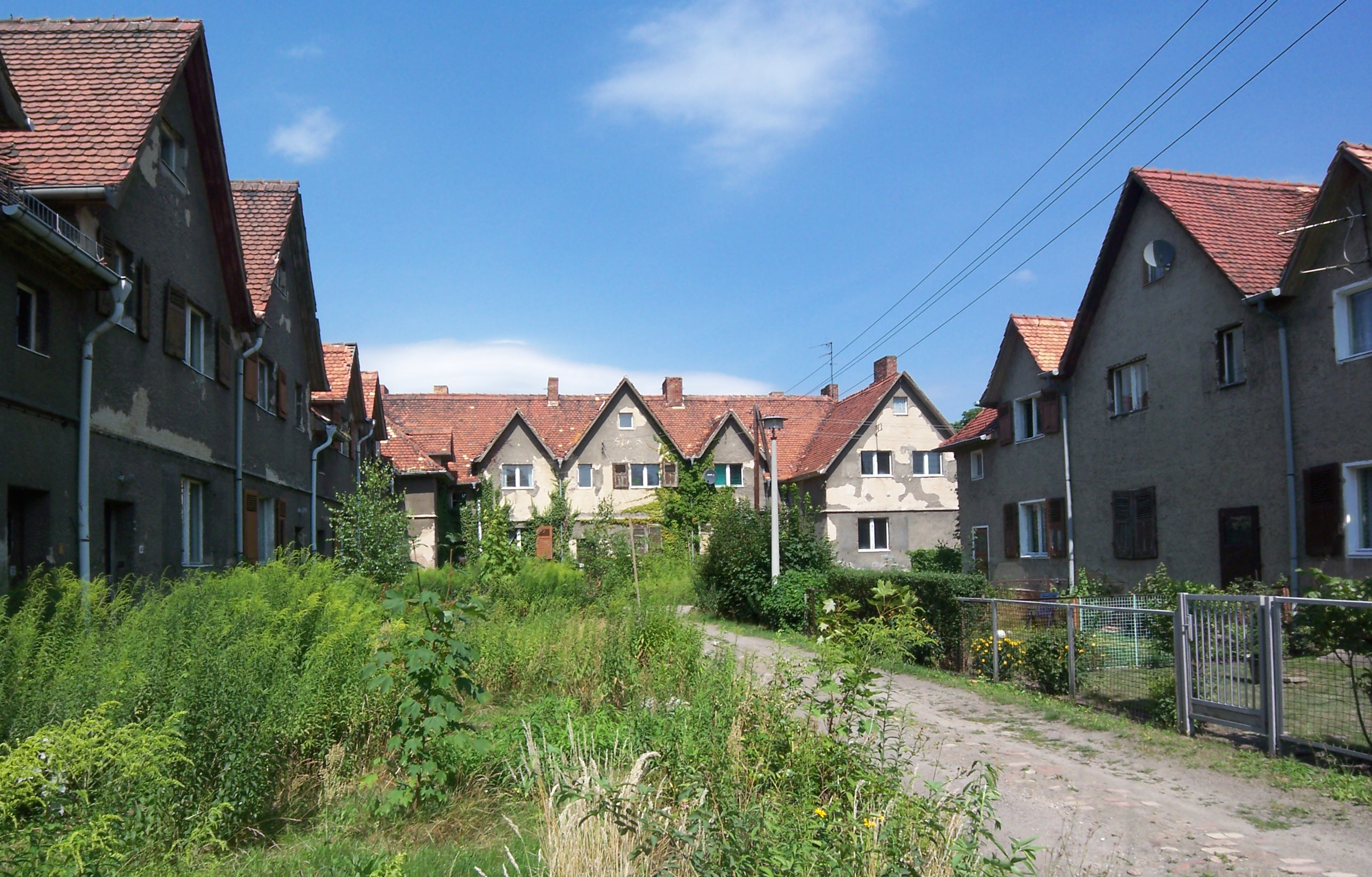
2008
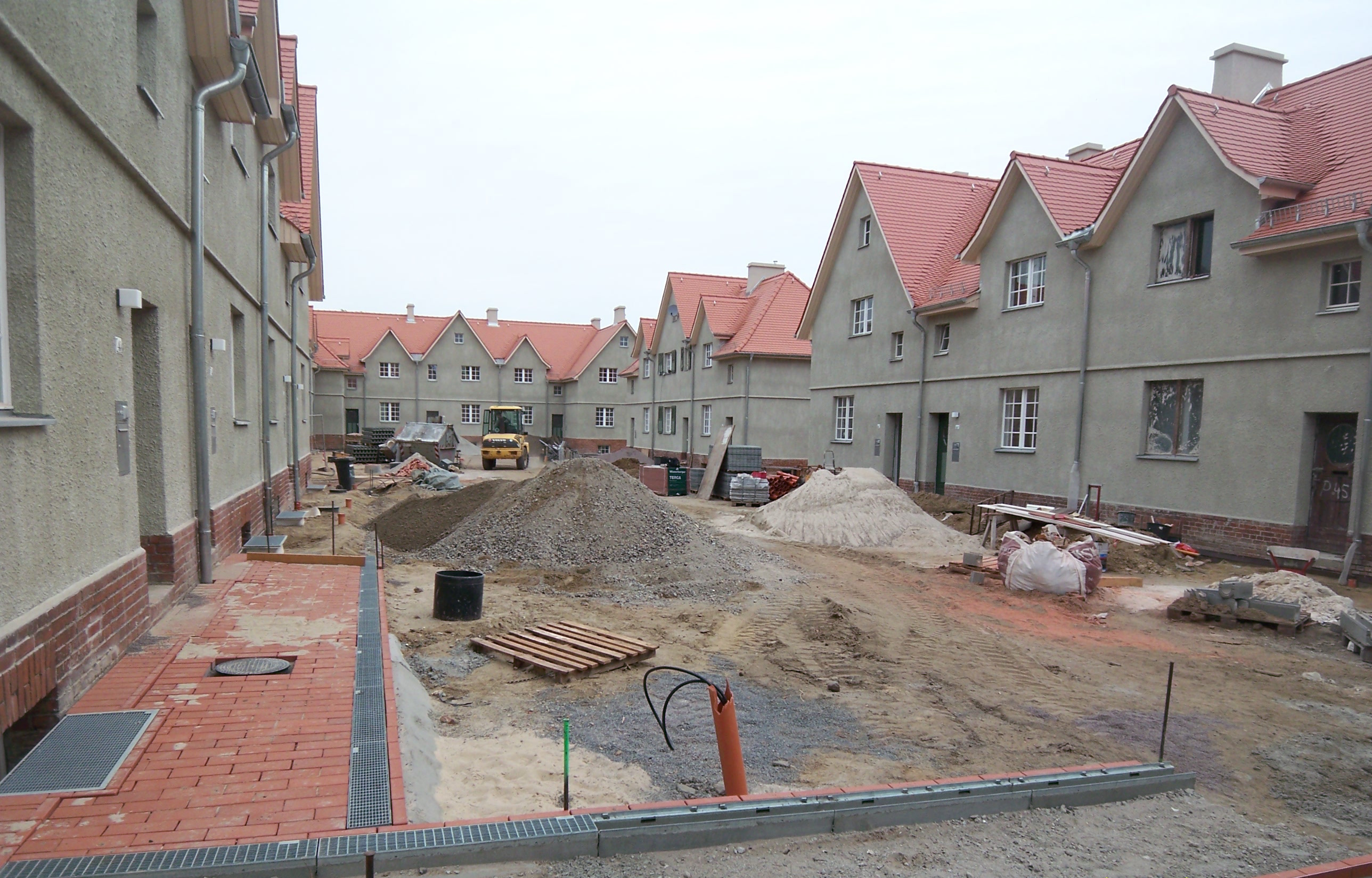
2012
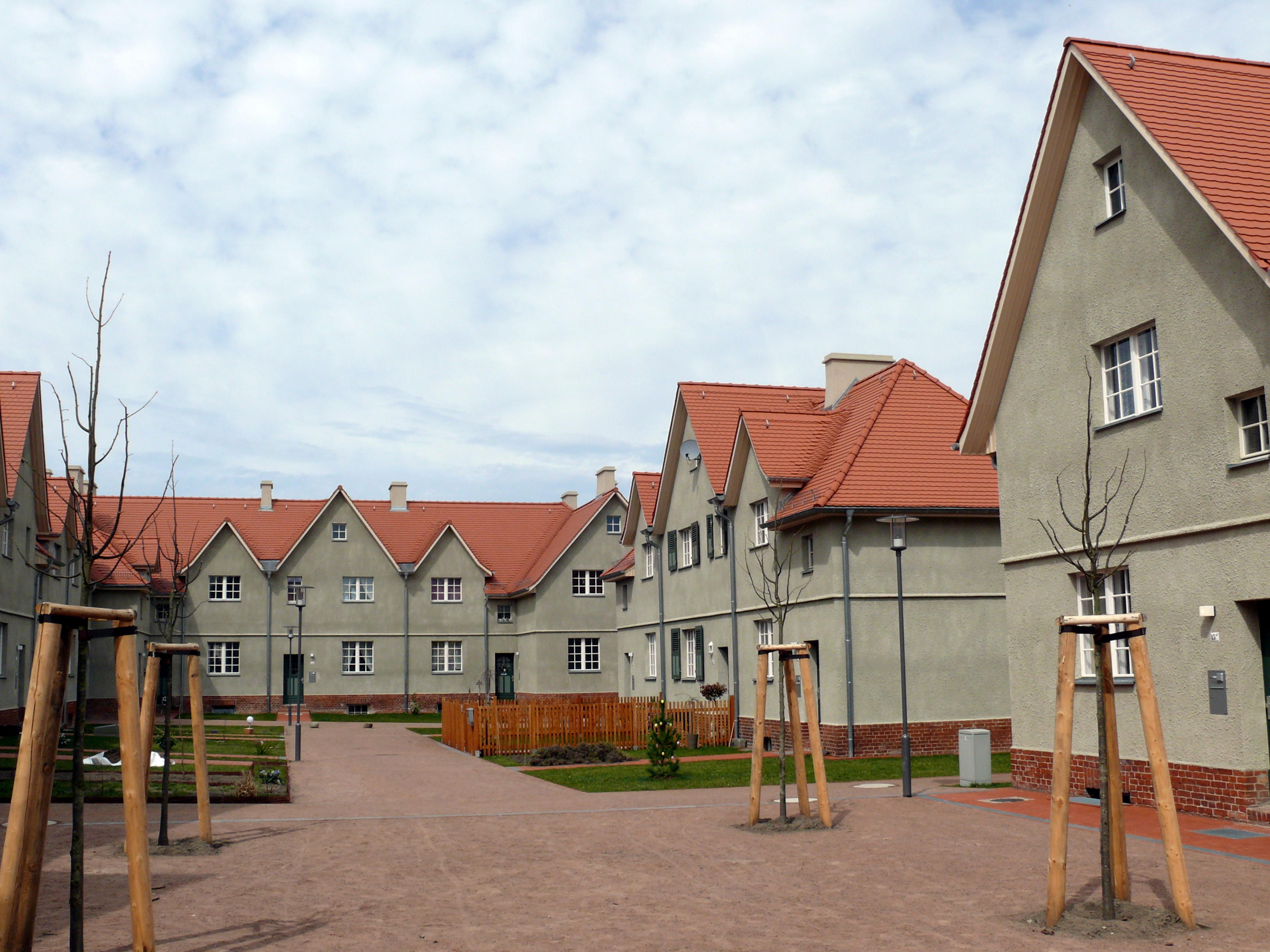
2013